# Celtic (Schiff, 1872)
Die Celtic (I) war ein 1872 in Dienst gestelltes Passagierschiff der britischen Reederei White Star Line, das für den transatlantischen Passagierverkehr zwischen Liverpool und New York gebaut wurde. 1893 wurde das Schiff verkauft und 1898 wurde es in Frankreich verschrottet.

## Das Schiff
1869 gründete Thomas Ismay, der ehemalige Direktor der britischen Reederei National Line, in Liverpool die neue Reederei White Star Line. Ziel war, auf dem Gebiet der transatlantischen Schifffahrt zwischen Großbritannien und Nordamerika Profit zu schlagen. Aus diesem Grund wurden bei der Schiffswerft Harland & Wolff im nordirischen Belfast die vier Schiffe Oceanic (I), Baltic (I), Atlantic (1871) und Republic (I) gebaut und zwischen Juni 1871 und Februar 1872 in Dienst gestellt.
Sie waren die ersten Schiffe der florierenden Reederei und erwiesen sich als so profitabel, dass gleich zwei Ergänzungen bestellt wurden. Diese beiden neuen Schiffe waren die Adriatic (I) und die Celtic (I). Diese beiden Ozeandampfer entstanden ebenfalls bei Harland & Wolff. Die Celtic war ein 3.867 BRT großes Dampfschiff, das 133,26 Meter lang und 12,46 Meter breit war. Es hatte einen Schornstein, vier Masten, eine Schraube und konnte wie seine Vorgänger einer Geschwindigkeit von 14 Knoten erreichen. In den Passagierunterkünften konnten 166 Passagiere Erster Klasse und 1000 Passagiere dritter Klasse befördert werden.
Das Schiff wurde unter dem Namen Arctic auf Kiel gelegt, aber am 18. Juni 1872 als Celtic vom Stapel gelassen. Am 24. Oktober 1872 lief sie in Liverpool zu ihrer Jungfernfahrt über Queenstown nach New York aus. Am 19. Mai 1887 kollidierte sie bei Sandy Hook mit der Britannic; beide Schiffe wurden beschädigt. Im Jahr 1891 wurde die Zweite Klasse eingeführt. Am 4. Februar 1891 lief die Celtic zu ihrer letzten Fahrt von Liverpool über Queenstown nach New York aus. Am 6. April 1893 wurde das Schiff an die dänische Thingvalla-Linie verkauft und in Amerika umbenannt. Am 27. Mai 1893 lief sie zu ihrer ersten Fahrt auf der Route Kopenhagen–Christiania–Kristiansand–New York aus.
Am 7. September 1897 legte das Schiff zum letzten Mal auf dieser Route aus. Anschließend wurde die ehemalige Celtic in Brest (Frankreich) abgewrackt.